# Джейранкечмез
Джейранкечмез (азерб. Ceyrankeçməzçay) — река в Азербайджане, протекает по территории Шемахинского и Апшеронского районов и города Баку (Гарадагский район).

## Описание
Джейранкечмез берёт своё начало с юго-восточной оконечности Главного Кавказского хребта, на высоте 800 м. Длина реки составляет 100 км, площадь бассейна — 896 км². Впадает в Каспийское море.
Река не имеет постоянного течения, основным источником питания являются дождевые воды.